# Німецький хрест
Військовий орден Німецького хреста (нім. Der Kriegsorden des Deutschen Kreuzes) — німецька військова нагорода, орден, що існував у Третьому Рейху для нагородження військовослужбовців за хоробрість, виявлену на полі бою, а також за військові заслуги. Був заснований 28 вересня 1941 року за ініціативою фюрера Адольфа Гітлера як проміжна нагорода між Залізним хрестом 1-го класу та Лицарським хрестом.
Має два ступені — золотий (старший) та срібний (молодший). Нагородження орденом кожного зі ступенів було незалежним, тобто аби отримати Золотий німецький хрест необов'язково було бути кавалером Срібного хреста. Більш того, за історію існування нагороди нагороджень орденом старшого ступеня було проведено значно більше, ніж орденом молодшого ступеня.
Золотим хрестом могли бути нагороджені лише кавалери Залізного хреста 1-го класу, а Срібним — кавалери Хреста Воєнних заслуг 1-го класу.

## Історія
З початком війни проти СРСР стрімко зростала кількість німецьких військовослужбовців, що отримали найбільш розповсюджену військову нагороду Третього Рейху — Залізний хрест обох ступенів. При цьому претенденти на наступний в ієрархії військових нагород Німеччини орден, Лицарський хрест Залізного хреста, мали відповідати досить жорстким критеріям. Тому виникла необхідність у започаткуванні ще однієї нагороди для відзначення вояків, які вже мали Залізні хрести обох ступенів, однак чиї військові здобутки були недостатніми для отримання Лицарського хреста. Такою нагородою і став Німецький хрест, заснований 28 вересня 1941 року.
Першим кавалером хреста в золоті 15 жовтня 1941 року став оберлейтенант люфтваффе барон Роберт-Георг фон Малаперт-Нефвіль.

## Опис
Орден являє собою восьмикутну зірку, виготовлену зі срібла, всередині якої розташований декоративний орнамент у вигляді круглого лаврового вінка. Колір цього орнаменту визначає ступінь нагороди, відповідно золотий або срібний. По центру ордена розташоване зображення свастики чорного кольору. Відстань між протилежними кутами зірки становить 6,5 см.
Орденська зірка носилася на правому боці грудей, кріпилася до мундира безпосередньо, за допомогою шпильки. Через досить суттєву вагу зірки згодом було розроблено її полегшений варіант, що виготовлявся з тканини та призначався для носіння на повсякденній військовій формі у польових умовах.

## Кількість нагороджених
| Категорія         | Золотий хрест | Срібний хрест |
| ----------------- | ------------- | ------------- |
| Сухопутні війська | 14 639        | 874           |
| ВМФ               | 1 481         | 105           |
| ВПС               | 7 248         | 65            |
| СС і поліція      | 822           | 70            |
| Іноземці          | 48            | 0             |
| Разом             | 24 338        | 1 014         |
| Разом             | 25 352        |               |

## Кавалери хреста обох класів
| Звання                    | Ім'я                            | Дата нагородження | Дата нагородження |
| Звання                    | Ім'я                            | в сріблі          | в золоті          |
| Генерал-лейтенант         | Отто Вільгельм фон Ренц         | 27 липня 1942     | 16 липня 1942     |
| Генерал-майор             | Роберт Бадер                    | 14 лютого 1943    | 18 березня 1945   |
| Оберст-лейтенант          | Юрген Беннеке                   | 15 лютого 1943    | 30 січня 1945     |
| Генерал-майор             | Вольфганг Бухер                 | 14 лютого 1943    | 23 лютого 1944    |
| Оберст                    | Ганс Геккер                     | 19 вересня 1942   | 19 вересня 1942   |
| Группенфюрер СС           | Оділо Глобочник                 | 20 січня 1945     | 7 лютого 1945     |
| Майор                     | Франц Кайзер                    | 8 липня 1943      | 1 березня 1945    |
| Контр-адмірал             | Пауль Герман Майкснер           | 16 червня 1942    | 11 лютого 1943    |
| Генерал-майор             | Ернст Мерк                      | 6 червня 1942     | 11 лютого 1944    |
| Оберст-лейтенант          | Гельмут Меллер-Альтгаус         | 30 травня 1942    | 15 грудня 1943    |
| Штандартенфюрер СС        | Вальтер Рауфф                   | 20 травня 1943    | 7 лютого 1945     |
| Генерал піхоти            | Ойген Фелікс Швальбе            | 30 жовтня 1943    | 7 грудня 1944     |
| Генерал інженерних військ | Альфред Тільманн                | 3 грудня 1942     | 8 листопада 1944  |
| Контр-адмірал             | Пауль-Віллі Ціб                 | 18 травня 1944    | 28 вересня 1944   |
| Генерал-лейтенант         | Бодо Ціммерманн                 | 15. Februar 1943  | 25 вересня 1944   |
| Обер-лейтенант резерву    | Ганс-Гюнтер Бодензік            | 8 жовтня 1943     | 8 жовтня 1943     |
| Генерал-майор             | Ервін фон Лагузен               | 15 вересня 1943   | 20 липня 1944     |
| Оберст                    | Барон Гаральд фон Услар-Гляйхен | 1945              | 30 квітня 1945    |

## Іноземні кавалери

### Іноземні добровольці військ СС
| Звання                       | Ім'я                 | Національність     | Дата нагородження | Примітки                                                      |
| ---------------------------- | -------------------- | ------------------ | ----------------- | ------------------------------------------------------------- |
| Оберштурмбаннфюрер СС        | Люсьєн Ліппер        | Бельгієць (валлон) | 20 лютого 1944    | Нагороджений посмертно.                                       |
| Гауптшарфюрер СС             | Франц Венеман        | Голландець         | 24 квітня 1944    |                                                               |
| Оберштурмфюрер військ СС     | Рудольфс Гайтарс     | Латиш              | 11 травня 1944    |                                                               |
| Гауптштурмфюрер військ СС    | Жаніс Буткус         | Латиш              | 28. червня 1944   | Кавалер Лицарського хреста Залізного хреста.                  |
| Штандартенфюрер військ СС    | Карліс Лобе          | Латиш              | 28. червня 1944   |                                                               |
| Штурмбаннфюрер військ СС     | Едуардс Стіпнієкс    | Латиш              | 12 вересня 1944   |                                                               |
| Штандартенфюрер СС           | Леон Дегрель         | Бельгієць (валлон) | 9 жовтня 1944     | Кавалер Лицарського хреста Залізного хреста з дубовим листям. |
| Штурмбаннфюрер СС            | Пер Серенсен         | Данець             | 14 жовтня 1944    |                                                               |
| Оберштурмбаннфюрер військ СС | Ніколайс Ґалдіньш    | Латиш              | 19 жовтня 1944    | Кавалер Лицарського хреста Залізного хреста.                  |
| Оберштурмбаннфюрер військ СС | Волдемарс Рейнголдс  | Латиш              | 28 листопада 1944 | Кавалер Лицарського хреста Залізного хреста.                  |
| Оберштурмфюрер СС            | Фредрік Єнсен        | Норвежець          | 7 грудня 1944     |                                                               |
| Оберштурмфюрер СС            | Герріт-Ян Пуллес     | Голландець         | 16 грудня 1944    |                                                               |
| Гауптштурмфюрер СС           | Йоганнес Гелльмерс   | Данець             | 18 грудня 1944    | Кавалер Лицарського хреста Залізного хреста.                  |
| Гауптштурмфюрер військ СС    | Гандо Руус           | Естонець           | 30 грудня 1944    |                                                               |
| Штурмбаннфюрер військ СС     | Густавс Праудіньш    | Латиш              | 16 січня 1945     |                                                               |
| Гауптштурмфюрер військ СС    | Георгс Шейбеліс      | Латиш              | 27 січня 1945     |                                                               |
| Оберштурмбаннфюрер СС        | Рудольфс Косіньш     | Латиш              | 29 січня 1945     |                                                               |
| Гауптштурмфюрер військ СС    | Вісвалдіс Грауманіс  | Латиш              | 6 лютого 1945     | Нагороджений посмертно.                                       |
| Оберштурмфюрер СС            | Ола Олін             | Фін                | 28 лютого 1945    |                                                               |
| Оберштурмфюрер військ СС     | Рауліс Прінціс       | Латиш              | 28 лютого 1945    |                                                               |
| Оберштурмбаннфюрер СС        | Волдемарс Гравеліс   | Латиш              | 10 березня 945    |                                                               |
| Штандартенфюрер військ СС    | Віліс Янумс          | Латиш              | березень 1945     |                                                               |
| Унтерштурмфюрер військ СС    | Карліс Мусіньш       | Латиш              | 8 травня 1945     |                                                               |
| Унтерштурмфюрер військ СС    | Яніс Пікеліс         | Латиш              | 8 травня 1945     |                                                               |
| Оберштурмфюрер військ СС     | Мієрвалдіс Зієдайніс | Латиш              | 8 травня 1945     |                                                               |

### Іноземні військовики
| Звання                          | Імя                          | Національність | Дата нагородження | Примітки                                     |
| ------------------------------- | ---------------------------- | -------------- | ----------------- | -------------------------------------------- |
| Генерал                         | Ерік Гейнрікс                | Фін            | 17 серпня 1943    | Кавалер Лицарського хреста Залізного хреста. |
| Генерал-лейтенант               | Ярл Фрітьйоф Ліндквіст       | Фін            | 9 листопада 1943  |                                              |
| Генерал-лейтенант               | Вайно Вальве                 | Фін            | 3 травня 1944     |                                              |
| Генерал-лейтенант               | Тааветті Лаатікайнен         | Фін            | 5 серпня 1944     |                                              |
| Генерал-лейтенант               | Карл Леннарт Еш              | Фін            | 5 серпня 1944     |                                              |
| Лейтенант                       | Квітан Галіч                 | Хорват         | 23 липня 1943     |                                              |
| Старший лейтенант               | Мато Дуковач                 | Хорват         | 29 березня 1944   |                                              |
| Сержант                         | Ізідор Коварик               | Словак         | 17 жовтня 1943    |                                              |
| Сержант                         | Ян Режняк                    | Словак         | 17 жовтня 1943    |                                              |
| Віце-адмірал                    | Луїджі Сансонетті            | Італієць       | 18 січня 1942     |                                              |
| Маршал Італії                   | Етторе Бастіко               | Італієць       | 5 грудня 1942     |                                              |
| Генерал                         | Енеа Наваріні                | Італієць       | 21 грудня 1942    |                                              |
| Адмірал                         | Атуро Ріккарді               | Італієць       | 18 січня 1943     |                                              |
| Генерал-полковник               | Ріно Корсо Фуж'єр            | Італієць       | 18 січня 1943     |                                              |
| Полковник                       | Маріо Карлоні                | Італієць       | 28 березня 1943   |                                              |
| Майор                           | Дон Анхель Салас Ларразабаль | Іспанець       | 9 лютого 1942     |                                              |
| Генерал-майор                   | Еміліо Естебан-Інфантес      | Іспанець       | 9 квітня 1943     | Кавалер Лицарського хреста Залізного хреста. |
| Полковник                       | Антоніо Гарсія Наварро       | Іспанець       | 23 березня 1944   |                                              |
| Генерал гірсько-піхотних військ | Георге Аврамеску             | Румун          | 25 червня 1942    | Кавалер Лицарського хреста Залізного хреста. |
| Генерал-майор                   | Леонард Мочульський          | Румун          | 25 червня 1942    | Кавалер Лицарського хреста Залізного хреста. |
| Генерал-майор                   | Ерміл Георгіу                | Румун          | 11 лютого 1943    | Кавалер Лицарського хреста Залізного хреста. |
| Капітан                         | Ніколае Дабія                | Румун          | 10 лютого 1944    |                                              |